# Energochemica
ENERGOCHEMICA SE je česká holdingová společnost, vlastnící několik slovenských chemických a energetických
společností.

## Historie
ENERGOCHEMICA SE byla založena v prosinci 2011, od 2. července 2012 lze s jejími akciemi obchodovat na volném trhu Burzy cenných papírů Praha. V roce 2012 získala kontrolní podíly ve slovenských společnostech Fortischem, Light Stabilizers, Novácka Energetika, TP 2 a PTCHEM. Fortischem vlastní pouze technologie a technologické celky, pozemky a budovy si pronajímá od české společnosti Via Chem Slovakia, která patří do holdingu Via Chem Group. Společnost TP 2 dodává energie průmyslovým firmám u města Strážske, mezi které patří ocelárny Slovakia Steel Mills.
K 31.12.2012 patřily mezi největší akcionáře kyperské společnosti THORKELL HOLDINGS LIMITED, CHARTLINE LIMITED, LINKSKATERS LIMITED, ORLISTON ENTERPRISES LIMITED, TATRY INVESTMENT LIMITED a britská EASTCITY LIMITED. Minoritní podíly držely mimo jiné Poštová banka a J & T Banka. Předsedou představenstva je Ondrej Macko, dalšími členy Martin Bartoš a Boris Kreheľ. Předsedou dozorčí rady je Mario Hoffmann, dalšími členy Martin Procházka (Oleofin, STZ), Petr Sisák, Miloš Badida, Miroslav Remeta a Dušan Velič.
V prosinci 2013 oznámila skupina Energochemica záměr emitovat dluhopisy. 13. ledna 2014 valná hromada rozhodla o snížení základního kapitálu o 1,7 miliardy korun a vyplacení této částky akcionářům společnosti. 30. března 2014 načerpala Energochemica od své dceřiné společnosti Energochemica Trading úvěr ve výši 1,85 miliardy korun. Úvěr je na následující dvanáctiměsíční období úročen sazbou 12M EURIBOR + 0,68% p.a., která v následujících šesti letech postupně roste až na 12M EURIBOR + 11,68% p.a.
Podle Evropské komise Fortischem získal prakticky celý podnik Novácke chemické závody (NCHZ) a je jeho hospodářským nástupcem, má tedy společně s NCHZ povinnost vrátit neslučitelnou státní pomoc, kterou dříve obdržel podnik NCHZ.